# Эффнер, Йозеф
Йозеф Эффнер (нем. Joseph Effner; 4 февраля 1687, Дахау, Бавария — 23 февраля 1745, Мюнхен, Бавария) — немецкий мастер-строитель, садовый архитектор и художник-декоратор. Мастер оформления архитектурного интерьера и мебели. Был баварским придворным архитектором, учился во Франции и обогатил новыми идеями стиля рококо южно-немецкое, баварское барокко.

## Биография
Йозеф Эффнер происходил из старинной семьи садовников. Он был девятым из десяти детей Кристиана Ёффнера (Christian Öffner), который работал придворным садовником в Нойдеке (Баден-Вюртемберг), с 1670 года в Дахау, и Марии Катарины, урождённой Гебхард.
В 1721 году Эффнер женился на Марии Магдалене Шён (Maria Magdalena Schön), дочери подполковника. Его первый сын, Гауденц Эффнер, позже стал советником в Штраубинге и чиновником в Пассау. Младший сын, которого также звали Йозеф Эффнер, стал каноником и деканом в Мюнхене. Дочь Мария Адельхайд вышла замуж за мэра и главного судью Мюнхена Михаэля Адама Бергманна. Его правнук Карл Йозеф фон Эффнер стал директором королевского придворного сада.
В начале апреля 1706 года земельный курфюрст Макс Эмануэль отправил будущего архитектора сначала в Брюссель, а затем в Париж для обучения. В 1706 году (по другим данным, в 1708 году) Йозеф Эффнер стал частным учеником архитектора Жермена Боффрана в Париже, который преподавал в то время в Королевской академии архитектуры. Именно тогда он стал писать свою фамилию на французский манер: Эффнер.
С 1715 года Йозеф Эффнер был баварским придворным архитектором при курфюрсте Максе Эмануэле, где он первоначально отвечал за все здания вместе с Энрико Цуккалли, швейцарским архитектором, работавшим в Баварии. С Йозефом Эффнером новые строительные идеи, импортированные из Франции, нашли своё применение при мюнхенском дворе. С 1715 года Эффнер работал над расширением дворца Нимфенбург. Он внёс важный вклад в расширение и перепланировку Нимфенбургского сада с малыми дворцами Пагоденбург (1717—1719), Баденбург (1718—1721) и Магдалиненклаузе (1725—1728), которые стали образцами для других зданий и парков в стиле барокко в Германии.
В 1717 году Макс Эмануэль отправил Эффнера в путешествие по Италии, которое за десять недель привело его через Венецию в Рим и Неаполь. С 1719 года Эффнер отвечал за оформление интерьеров Нового дворца в Шлайсхайме и распланировал дворцовый сад. В 1720 году он был назначен главным придворным архитектором. После смерти Цуккалли в 1724 году стал единственным проектировщиком.
Только после смерти Макса Эмануэля в 1726 году и вступления в должность Карла Альбрехта ему пришлось уступить первенство и должность главного придворного архитектора Франсуа де Кювилье Старшему. В 1730—1737 годах Франсуа де Кювилье и Эффнер занимались оформлением интерьеров Мюнхенской резиденции. Созданные ими интерьеры в барочно-рокайльном стиле отличаются особенно пышным декором в белом и пурпурном тонах с вызолоченным лепным орнаментом и росписями гротесками.
Позднее Эффнер работал чиновником в администрации курфюрста (Кювилье не говорил по-немецки). В 1738 году он занял должность директора увеселительных садов и гидротехнических сооружений и по-прежнему руководил работами в Нимфенбурге.
Надгробие архитектора находится в алтаре мюнхенской церкви Фрауэнкирхе. Именем архитектора названы Эффнерплац в Мюнхене и Йозеф-Эффнер-гимназия в Дахау.

## Основные работы
- Перестройка резиденции курфюрста Макса Эмануэля в Сен-Клу близ Парижа (1713; разрушено во время франко-прусской войны 1870 г.).
- Перестройка дворца в Дахау (1715—1717).
- Перестройка и расширение замка Берг на озере Штарнберг (1715—1717).
- Расширение замка Лихтенберг-ам-Лех (1715—1717).
- Перестройка главного павильона и новое строительство малых павильонов, кухни и конюшен замка Фюрстенрид, охотничьего домика на юге Мюнхена (1715—1717).
- Расширение парка и дворца Нимфенбург (включая строительство малых дворцов Пагоденбурга (1717—1719), Баденбурга (1718—1721) и Магдалиненклаузе (1725—1728)).
- Дальнейшее строительство дворца Шлайсхайм (1719—1726).
- Оформление интерьеров Мюнхенской резиденции (1726—1729) и (1730—1737; совместно с Франсуа де Кювилье).
- Дворец Прейзинг в Мюнхене (1723—1729; разрушен во время Второй мировой войны, восстановлен в 1958—1960).
- Строительство Хофмаркскирхе Шёнбрунн недалеко от Дахау.
- Строительство приходской церкви Святого Михаила в Меринге (1739).

## Галерея

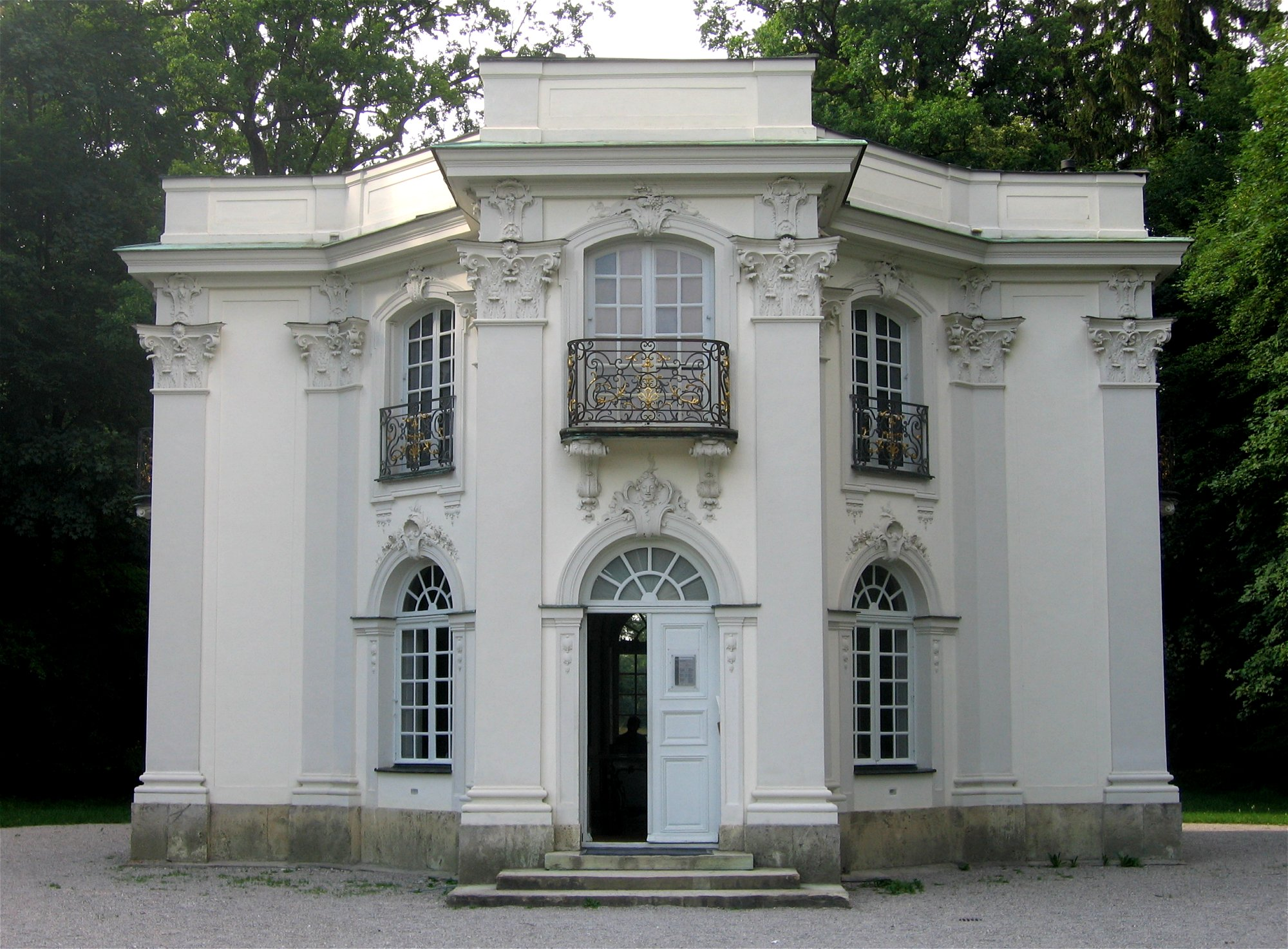
Дворец Пагоденбург в парке Нимфенбурга. 1717–1719
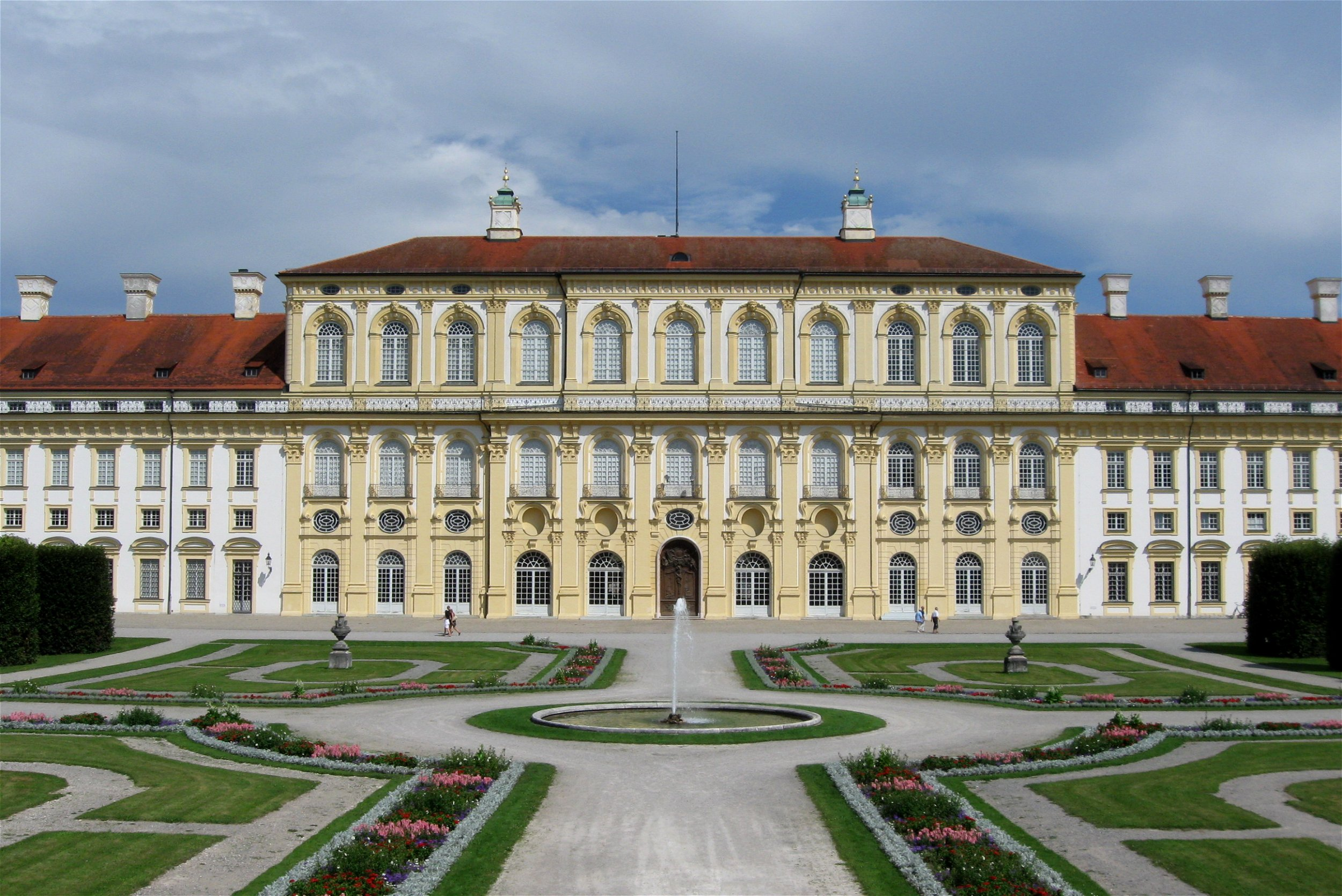
Новый дворец в Шлайсхайме. 1719—1726
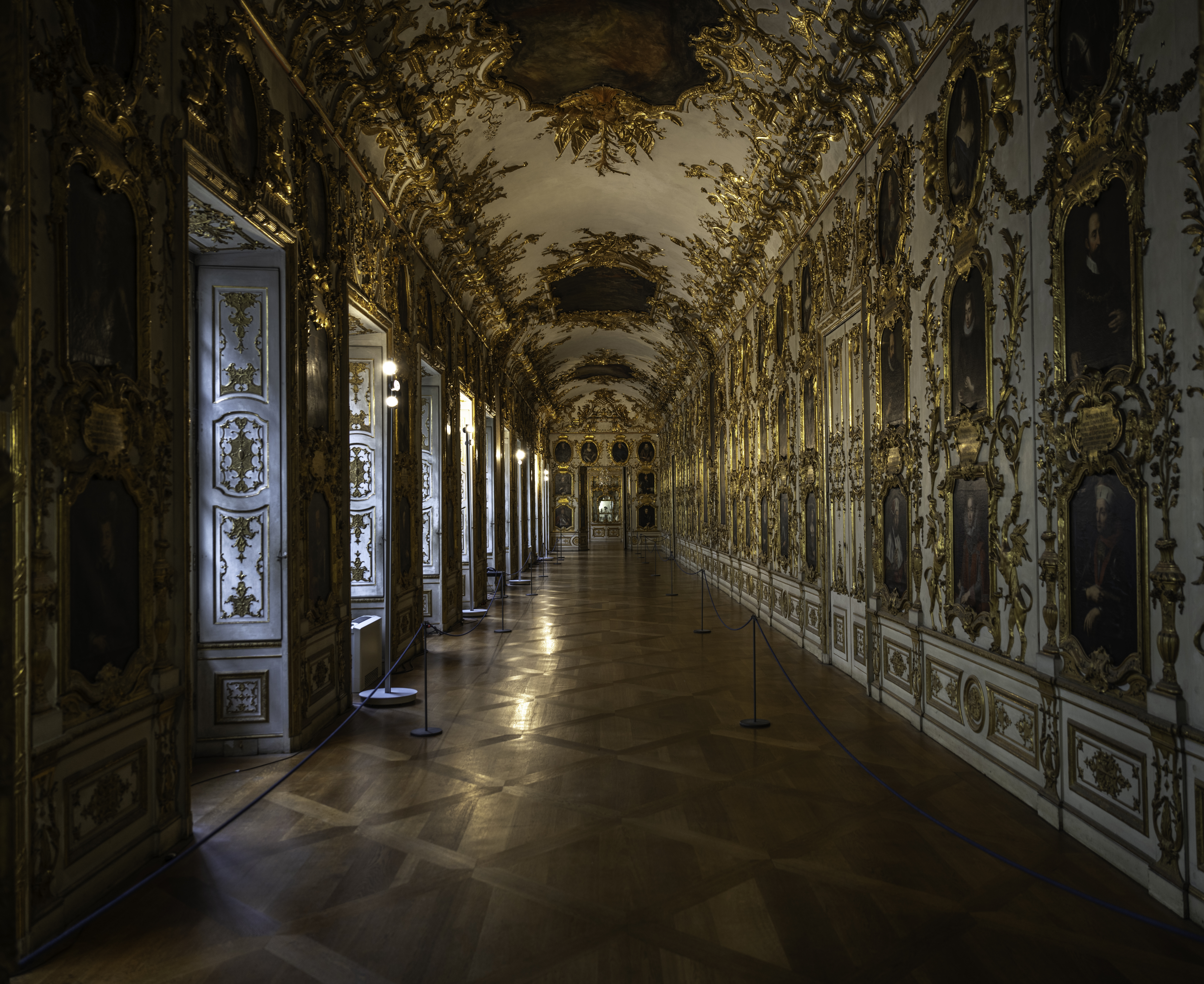
Галерея предков в Мюнхенской резиденции. 1730—1737 (совместно с Франсуа де Кювилье).
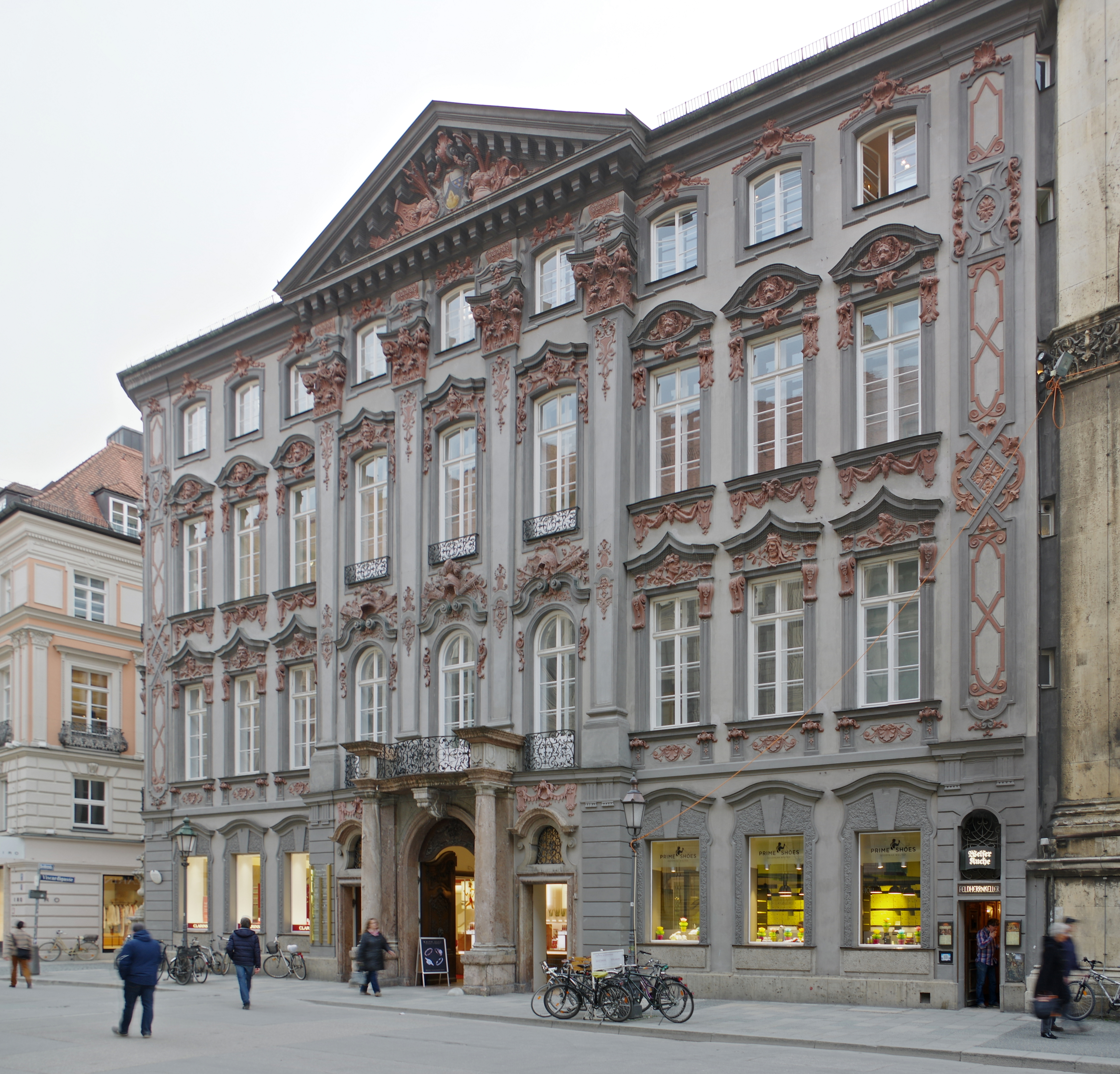
Дворец Прейзинг в Мюнхене. 1723–1729.
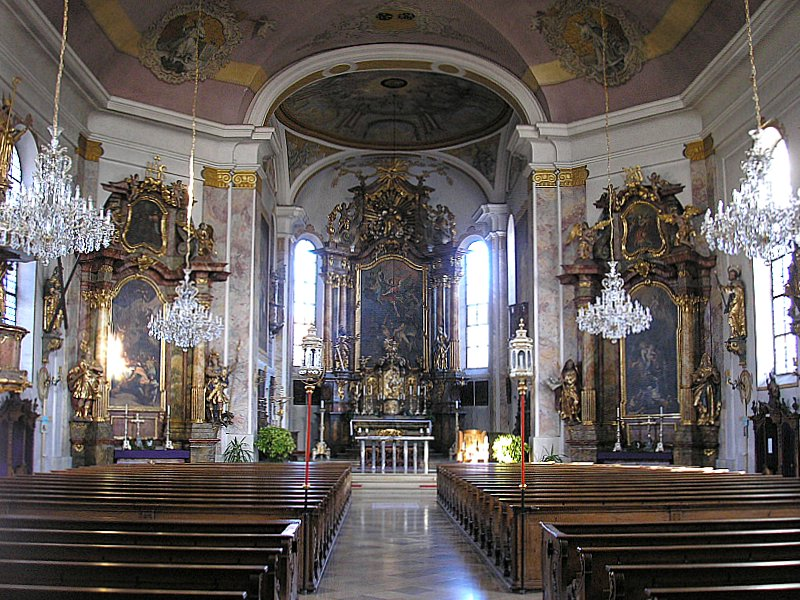
Приходская церковь Святого Михаила в Меринге. Интерьер. 1739.
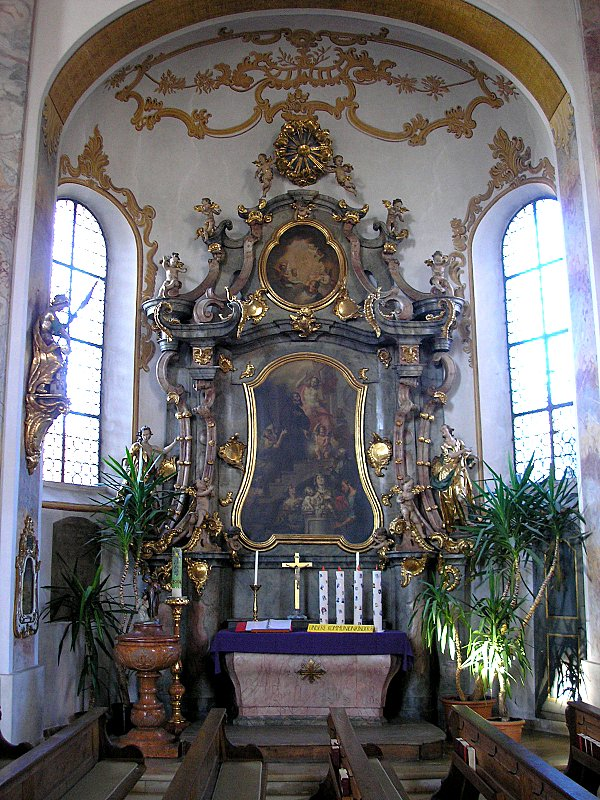
церковь Святого Михаила. Малый алтарь
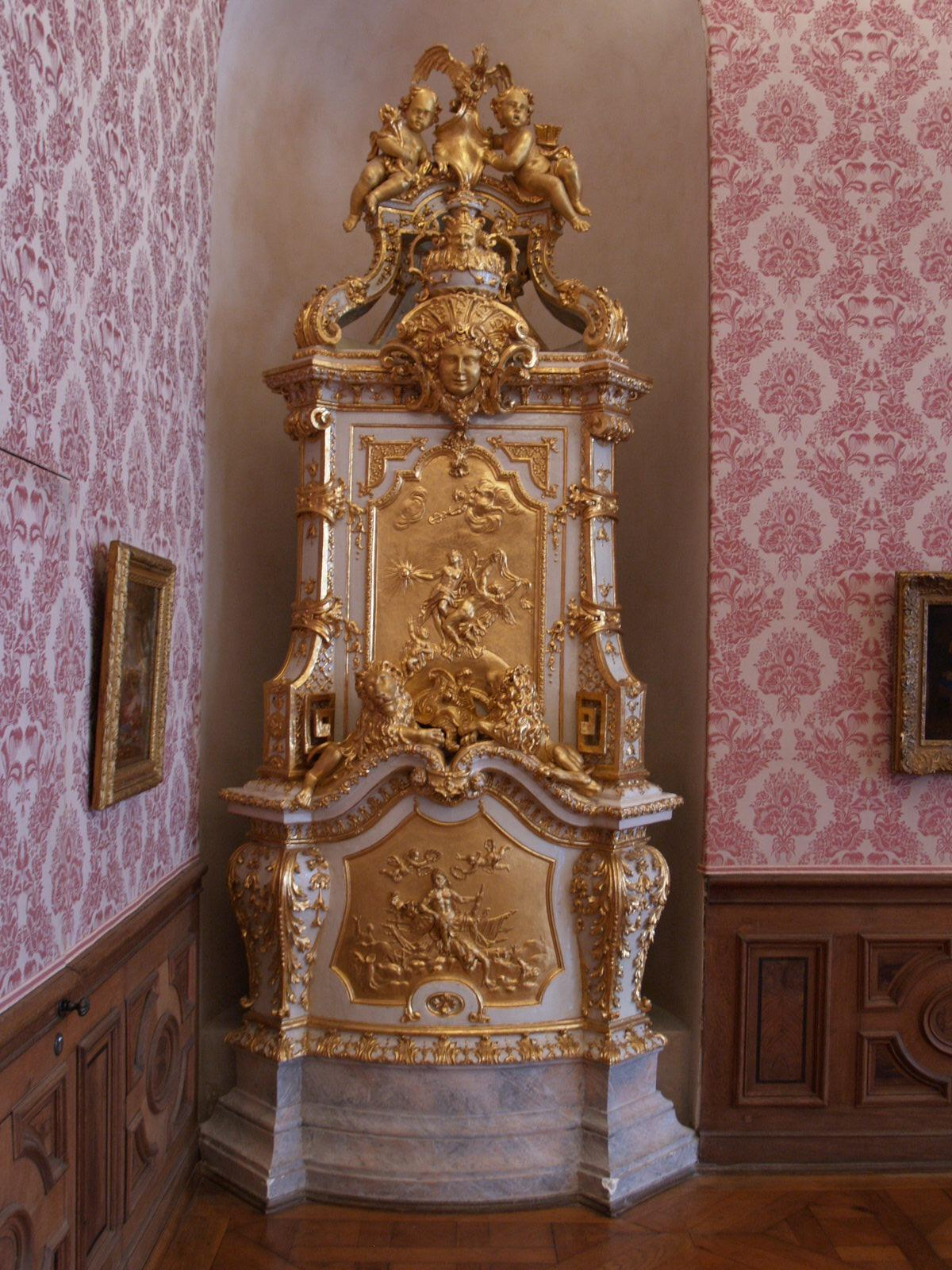
Печь в интерьере Нового дворца в Шлайсхайме. 1726